# Acrocera altaica
Acrocera altaica är en tvåvingeart som beskrevs av Pleske 1930. Acrocera altaica ingår i släktet Acrocera och familjen kulflugor. Inga underarter finns listade i Catalogue of Life.